# Бушменленд

Флаг Бушменленда

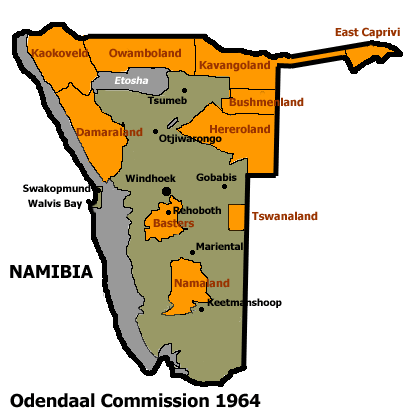
Бантустан Бушменленд на карте современной Намибии

Бушменленд (англ. Bushmanland) — бантустан времён апартеида в регионе Очосондьюпа на территории современной Намибии. Был создан в рамках режима апартеида как родина для бушменов, проживающих на этой территории.
Создание бантустана в 1968 году было результатом политики отдельного развития чернокожего населения, что правительство Южной Африки и реализовывало в рамках своей системы апартеида в период оккупации и администрации бывшей немецкой колонии в Юго-Западной Африке.
Бантустан занимал площадь 23 927 км 2 и имел население 12 000 жителей в то время.
Бушменленд, как и другие бантустаны в Юго-Западной Африке, был упразднён в мае 1989 года и в 1990 году вошел в состав независимой Намибии.